# Gaz miejski
Gaz miejski, inaczej gaz świetlny – gaz otrzymywany do celów komunalnych i przemysłowych z wykorzystaniem różnych surowców energetycznych. Jako paliwo może być wykorzystywany i rozprowadzany drogą sieci gazowych za pomocą gazociągów. W tym celu może być wykorzystywany m.in.: gaz koksowniczy, jak również mieszanina tego gazu z innymi gazami palnymi, np. gazami produktów rozkładu olejów.